# Micrometeorologia
La micrometeorologia és una part de la meteorologia que es dedica a l'estudi, a molt petita escala, dels estats de l'atmosfera terrestre i de les seves interaccions amb el medi ambient geoquímic. Aquesta ciència estudia i modelitza les transferències d'energia i de matèra entre l'atmosfera, el sòl i les plantes, les turbulències a la capa límit atmosfèrica, etc.

## Àmbits d'aplicacions
La micrometeorologia troba la seva aplicació en el marc de les previsions meteorològiques en el moment de la simulació dels models de pronòstic (influencia boscos), i també en la millora dels models de l'escalfament global. La micrometeorologia és una ciència que s'aplica alhora en el marc dels estudis de fluxos tèrmics al si d'un bosc o en un tipus de sòl especificat, o també en la descripció de les turbulències a microescala.
Els estudis Micrometeorològics s'efectuen en la troposfera, generant així paràmetres relatius a l'efecte Coriolis a tenir en compte a les capes superiors de l'atmosfera.

### Turbulències

#### En els boscos
Implica la recerca del flux tèrmic global, que es determina per la suma:
- Flux de calor sensible (aire) + Flux de calor latent (aigua) + Emmagatzematge tèrmic del sòl (segons el tipus de sòl, els coeficients difereixen) + Flux tèrmic emmagatzemat per la vegetació.

Sobre aquest últim punt, el dosser arbori d'un bosc és el factor preponderant. Cal afegir-hi els fluxos tèrmics intercanviats amb els troncs dels arbres i les branques, però aquest factor pot ser negligit, ja que no representa més que un 1% del flux tèrmic emmagatzemat per la vegetació.
Els fluxos difereixen segons l'orientació i de l'hora, amb un emmagatzematge d'energia durant el dia, i un desemmagatzematge durant la nit.

## Llocs de recerca i d'ensenyament
La NOAA estudia aquesta ciència. A França, s'ensenya des de setembre del 2008 a l'Escola de mines d'Alès. Als Països Catalans, el Departament d'Astronomia i Meteorologia de la Universitat de Barcelona ofereix una assignatura de micrometeorologia.